# Christelle Okodombe
Christelle Okodombe Foguing est une judokate camerounaise née le 29 mai 1986. Elle évolue dans la catégorie des -78 kg.

## Palmarès

### Individuel
| Année | Compétition            | Lieu       | Résultat | Catégorie         |
| ----- | ---------------------- | ---------- | -------- | ----------------- |
| 2002  | Championnats d'Afrique | Le Caire   | 3e       | - 78 kg           |
| 2002  | Championnats d'Afrique | Le Caire   | 2e       | Toutes catégories |
| 2004  | Championnats d'Afrique | Tunis      | 3e       | - 70 kg           |
| 2007  | Jeux africains         | Alger      | 3e       | - 78 kg           |
| 2007  | Jeux africains         | Alger      | 2e       | Toutes catégories |
| 2008  | Championnats d'Afrique | Agadir     | 3e       | - 78 kg           |
| 2008  | Championnats d'Afrique | Agadir     | 3e       | Toutes catégories |
| 2009  | Championnats d'Afrique | Maurice    | 3e       | - 78 kg           |
| 2009  | Championnats d'Afrique | Maurice    | 3e       | Toutes catégories |
| 2014  | Championnats d'Afrique | Port-Louis | 3e       | + 78 kg           |